# Typhlops leucomelas
Typhlops leucomelas este o specie de șerpi din genul Typhlops, familia Typhlopidae, descrisă de Boulenger 1890. Conform Catalogue of Life specia Typhlops leucomelas nu are subspecii cunoscute.